# Phoenix-Mesa Gateway Airport
Nicht zu verwechseln mit dem 17 Kilometer nordnordwestlich gelegenen Flugplatz Mesa-Falcon Field.

i7
i11
i13
Der Phoenix-Mesa Gateway Airport (IATA-Code: AZA, ICAO-Code: KIWA, FAA-LID: IWA) ist ein privater Flughafen und eine frühere Luftwaffenbasis im Südosten im US-Staat Arizona in der Nähe von Mesa. Bis 2007 trug der Flughafen den Namen Williams Gateway Airport (kurz: WGA) in Anlehnung an den lokalen Flughelden Charles Linton Williams.

## Lage und Verkehrsanbindung
Der Phoenix-Mesa Gateway Airport liegt 19 Kilometer südöstlich des Stadtzentrums von Mesa und 41 Kilometer südöstlich von Phoenix. Die Arizona State Route 202 verläuft nördlich des Flughafens. Der Phoenix-Mesa Gateway Airport wird durch Busse in den Öffentlichen Personennahverkehr eingebunden, die Route 184 der Nahverkehrsgesellschaft Valley Metro fährt ihn regelmäßig an.

## Geschichte

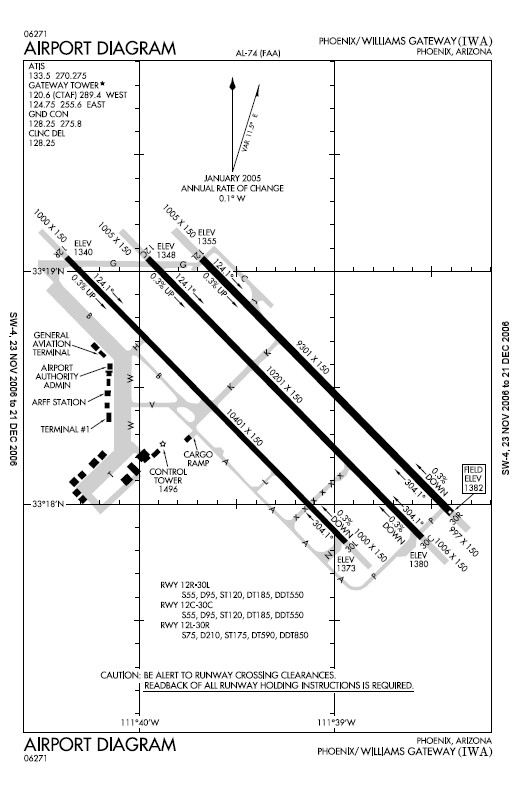
Flughafendiagramm

Der Flughafen wurde 1941 als Militärflugplatz gebaut und 1942 in Betrieb genommen. Er diente hauptsächlich dazu, Piloten für die Einsätze im Zweiten Weltkrieg auszubilden und wurde damals noch unter dem Namen Williams Air Base, später Williams Air Force Base betrieben. Dies blieb auch so bis weit nach dem Ende des Krieges 1945. Erst 1991, als die Betriebskosten für die damalige Regierung nicht mehr tragbar erschienen, wurde der Flughafen zur Privatisierung freigegeben. In den 52 Jahren seiner militärischen Nutzung wurden über 26.500 Männer und Frauen zu Piloten ausgebildet. Die Umwidmung bot sich deshalb an, da die Nachbarflughäfen überlastet waren und dringend eine Ausweichmöglichkeit geschaffen werden musste. Bis 1993 wurden daraufhin das Flugfeld und die Landebahnen ausgebaut, und 1994 feierte der zivile Flughafen seine Eröffnung.
Der Flughafen expandierte weiter, er zog, wegen der idealen Wetterverhältnisse, einige große zivile Flugschulen an, die in seiner Nähe Niederlassungen gründeten. Zu seiner heutigen Auslastung führten aber vor allem die 2004 geschlossenen Nutzungsverträge mit Ryan International Airlines (nicht zu verwechseln mit der europäischen Ryanair).
Seit 2007 trägt der Flughafen den Namen Phoenix-Mesa Gateway Airport.

## Fluggesellschaften und Ziele
Der Phoenix-Mesa Gateway Airport wird von den Billigfluggesellschaften Allegiant Air, Swoop und Westjet Airlines angeflogen. Allegiant Air bietet Direktflüge zu 44 Zielen in den Vereinigten Staaten an. WestJet und Swoop verbinden den Flughafen mit kanadischen Zielen.

## Verkehrszahlen

### Verkehrsreichste Strecken
| Rang | Stadt                     | Passagiere | Fluggesellschaft |
| ---- | ------------------------- | ---------- | ---------------- |
| 01   | Provo, Utah               | 060.570    | Allegiant        |
| 02   | Sioux Falls, South Dakota | 035.130    | Allegiant        |
| 03   | Fargo, North Dakota       | 032.190    | Allegiant        |
| 04   | Cedar Rapids, Iowa        | 029.270    | Allegiant        |
| 05   | Rapid City, South Dakota  | 023.720    | Allegiant        |
| 06   | Bellingham, Washington    | 023.510    | Allegiant        |
| 07   | Bismarck, North Dakota    | 023.380    | Allegiant        |
| 08   | Peoria, Illinois          | 023.160    | Allegiant        |
| 09   | Des Moines, Iowa          | 022.040    | Allegiant        |
| 10   | Oakland, Kalifornien      | 021.590    | Allegiant        |